# Примс
Примс (нем. Prims) — река в Германии, протекает по землям Саар и Рейнланд-Пфальц. Правый приток реки Саар (бассейн Рейна). Длина реки — 67,6 км, площадь водосборного бассейна — 730 км².
Река протекает по территории природного парка Саар-Хунсрюк, водохранилище Примстальшперре используется для снабжения округи питьевой водой.